# چارلز اسکینر هالپایک
چارلز اسکینر هالپایک (انگلیسی: Charles Skinner Hallpike؛ ‏ ۱۹ ژوئیهٔ ۱۹۰۰ – ۲۶ سپتامبر ۱۹۷۹) جراح و متخصص گوش و حلق و بینی اهل بریتانیا بود. وی مدتی در بیمارستان گایز دوره دید و سپس مدرک کارشناسی پزشکی و جراحی را در سال ۱۹۲۶ از دانشگاه لندن دریافت کرد. وی پس از تکمیل تحصیلات به‌عنوان متخصص گوش و حلق و بینی بیمارستان گایز مشغول به کار شد و از سال ۱۹۲۹ به پژوهش در مورد جنبه‌های فیزیکی شنوایی و تعادل پرداخت. وی از سال ۱۹۳۰ عضو تیم پژوهشی شورای تحقیقات پزشکی در بیمارستان ملی عصب‌شناسی و جراحی مغز و اعصاب شد. وی در سال ۱۹۳۸ با همکاری هیو کرنز مقالهٔ بسیار مهمی در مورد دلایل نشانگان منییر منتشر کرد. او همچنین با همکاری آزمون دیکس–هالپیک را برای تشخیص سرگیجه وضعیتی حمله‌ای خوش‌خیم ابداع کردند.